# Мулук
Мулук — река в России, течёт по территории Усть-Куломского района Республики Коми. Устье реки находится в 20 км по левому берегу реки Ёль. Длина реки составляет 42 км.

## Данные водного реестра
По данным государственного водного реестра России относится к Двинско-Печорскому бассейновому округу, водохозяйственный участок реки — Вычегда от истока до города Сыктывкар, речной подбассейн реки — Вычегда. Речной бассейн реки — Северная Двина.
Код объекта в государственном водном реестре — 03020200112103000016019.